# بيفيرلي هاربر
بيفيرلي هاربر (بالإنجليزية: Beverley Harper)‏ هي كاتِبة ومؤلفة أسترالية، ولدت في 1941 في نيوساوث ويلز في أستراليا، وتوفيت في 2002 في بيفرلي هيلز في الولايات المتحدة بسبب سرطان.